# Víctor Cáceres
Víctor Javier Cáceres Centurión, född 25 mars 1985 i Asunción, är en paraguayansk fotbollsspelare som spelar i Paraguays fotbollslandslag. I klubbsammanhang har han spelat för bland annat Club Libertad och Al Rayyan  och spelar sedan 2021 med Club Guaraní som är ett klubblag i huvudstaden Asunción.